# Épulon
Les épulons sont dans la Rome antique un collège de prêtres qui présidait aux festins donnés en l’honneur des dieux. Ce collège sacerdotal est l'un des quatre grands collèges religieux (quattuor amplissima collegia) de prêtres romains.

## Étymologie
Le mot épulon vient du latin epulo, pluriel epulones (epulones Jovis maximi) et du verbe epulor (prendre part à un banquet).

## Histoire
Fondé en -196 par une loi proposée par le tribun de la plèbe C. Licinius Lucullus, le collège comptait originellement trois membres, les premiers furent C. Licinius Lucullus, auteur de la loi, P. Manlius et P. Porcius Laeca. Ses membres avaient le droit de porter la robe prétexte comme les pontifes. Ce collège était, à sa fondation, ouvert aux plébéiens.
Sous Sylla, le nombre de membres de ce collège passe à sept, d'où le nom de septemviri epulones. Jules César passe même leur nombre à 10, et devient lui-même épulon en -46. Lors des repas qu'il organise pour les dieux, il distribue pour la première fois quatre sortes de vin. Le nombre revient à 7 après la mort de César.
Sous l'empire, les épulons sont aussi chargés de l'organisation des repas publics donnés par l'empereur. Hadrien exerça ce sacerdoce en 112 avant d'être empereur, selon une inscription trouvée à Athènes.

## Rôle
Lors des fêtes religieuses romaines, ils organisaient les banquets qui suivaient les sacrifices réalisés à l'occasion des jeux. C'étaient des tâches traditionnellement dévolues aux pontifes : les épulons étaient désignés pour les assister. Cette prêtrise, comme les autres des quatre grands collèges donnait une honorabilité certaine à ses tenants, à ce titre elle pouvait être intégrée dans la liste des postes du cursus honorum des prêtres. La participation à un tel collège religieux offrait aussi des occasions de sociabilité et de distinction, éléments essentiels à la vie des aristocrates romains où les relations sociales jouaient un rôle déterminant en définissant des réseaux d'alliance et de clientèles.
Ces prêtres utilisaient une patera afin d'effectuer leurs libations rituelles.